# IC 1101
Ne doit pas être confondu avec IC 1011.
IC 1101 est une galaxie située au centre du superamas de galaxies Abell 2029. Elle est classée parmi les galaxies de type E3 (elliptique) bien que certains astronomes l'aient classée parmi les cd ou les S0 (galaxie lenticulaire).

## Description
IC 1101 est située à environ 1,045 milliard d'années-lumière dans la constellation de la Vierge et présente une vitesse de récession d'environ 23 370 km/s.
IC 1101 abrite plus de 100 000 milliards d'étoiles et sa masse est 2 000 fois supérieure à celle de la Voie Lactée. IC 1101 est à ce jour l'une des plus grandes galaxies de l'univers, détrônée comme plus grande galaxie par Alcyonée en février 2022. Celle ci mesure 6 millions d'années-lumière, et est aussi l'une des plus brillantes dans l'absolu.
Cette galaxie géante a passé une grande partie de son existence à subir des collisions et à fusionner avec d'autres « petites » galaxies de la taille de la Voie lactée ou de la galaxie d'Andromède. De ce fait, elle contient encore des gaz légers et continue à former de jeunes étoiles. Mais la majorité de sa population stellaire est constituée d'étoiles riches en métaux, âgées d'environ 11 milliards d'années et de couleur jaune-doré, une teinte qui se reflète dans la couleur globale de cette galaxie.
IC 1101 possède une source radio brillante au centre, qui est probablement associée à un trou noir supermassif d’une masse allant de 40 à 100 milliards de M☉.

## Découverte
La galaxie est découverte par William Herschel le 19 juin 1790.